# Cantallops (Alt Penedès)
Cantallops es una localidad española del municipio de Avinyonet del Penedés, en la comarca del Alto Panadés, provincia de Barcelona, Cataluña. La población de la localidad en 2009 era de 318 habitantes, actualmente es de 251.

## Fiestas,
Fiesta mayor a Santa Teresa, 15 de octubre.

## Lugares de interés
- Monasterio de San Sebastián dels Gorgs.[4]